# Fernmeldeturm Mellendorf
Koordinaten: 52° 32′ 24,23″ N, 9° 43′ 9,55″ O

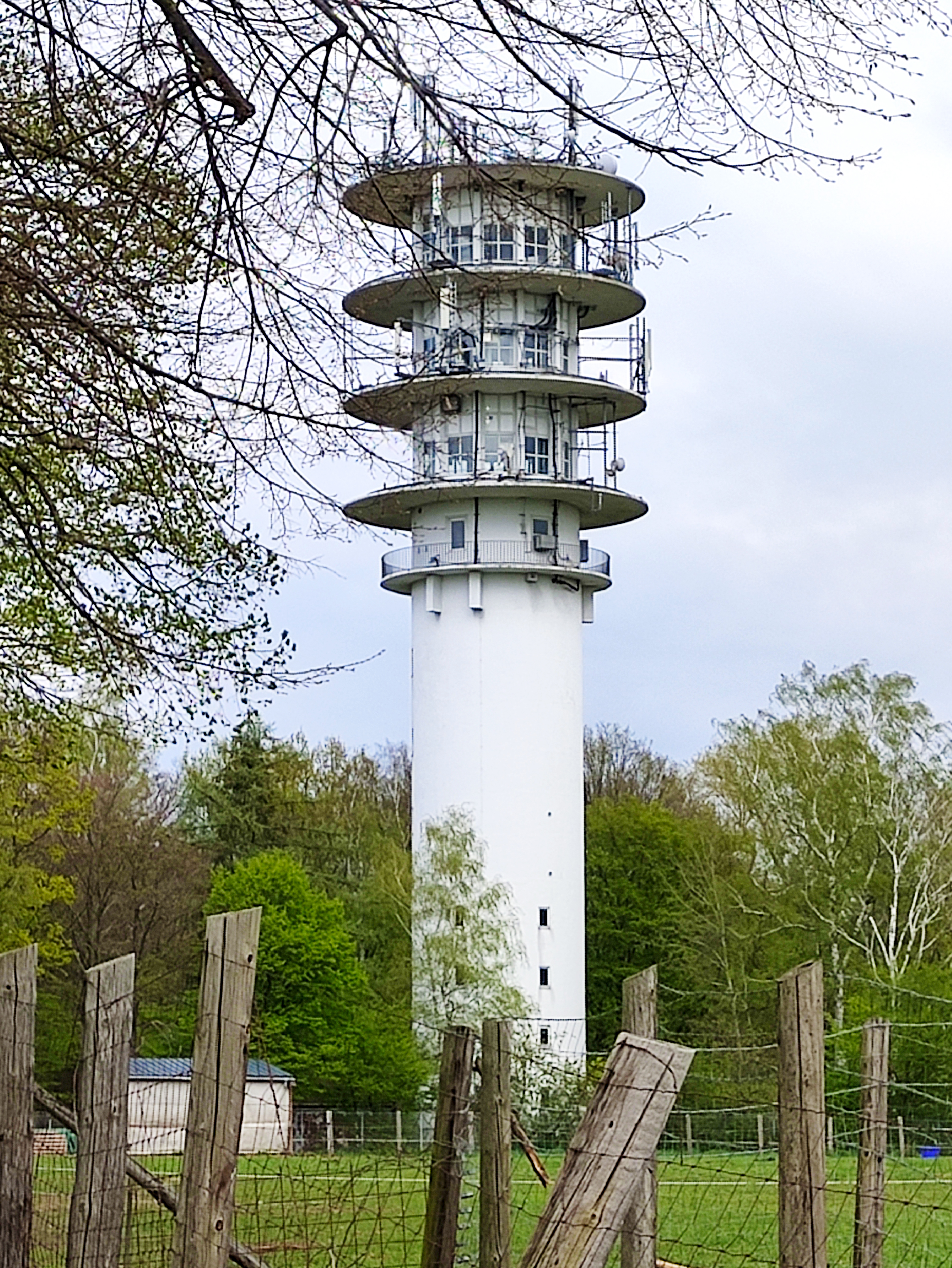
Der Fernmeldeturm Mellendorf in der Wedemark

Der Fernmeldeturm Mellendorf (Wedemark) ist ein Typenturm A aus Stahlbeton, der im Jahr 1952 fertiggestellt wurde. Er war Teil der Richtfunkverbindung Hamburg-Köln, die dem Fernsehrundfunk diente. Der 45 m hohe Fernmeldeturm befindet sich heute im Besitz der Deutschen Funkturm GmbH (DFMG) (einer Tochterfirma der Deutschen Telekom) und steht auf dem 91 m hohen Wittrebenberg auf der Friedrichshöhe in Mellendorf.

## Typenturm A
Der Fernmeldeturm in Mellendorf ist ein Typenturm A aus Stahlbeton mit einem Schaftdurchmesser von 8 Metern. Er gehört somit zur ersten Generation Fernmeldetürme, die in der Nachkriegszeit errichtet wurden. Mit der Inbetriebnahme im Jahr 1952 war dieser Typ allerdings bereits veraltet und man baute nunmehr den Typ B, der an die steigenden technischen Anforderungen besser angepasst war und zudem weniger Baukosten verursachte. Nach etwa 8 Monaten Bauzeit konnte der Turm schließlich im Spätsommer 1952 fertiggestellt werden. Er hatte zunächst eine Höhe von 40 m, erst im Jahr 1957 wurde er um eine weitere Etage aufgestockt, sodass er eine Höhe von 45 m erreichte. Zwischenzeitlich ergab sich durch einen 15 m hohen Aufsatzmast eine Gesamthöhe von 60 m, dieser Mast wurde jedoch im Jahr 2015 aus statischen Gründen entfernt. Bis in die 1980er Jahre war der Turm ständig besetzt.

## Geschichte
Am 31. August 1948 beschlossen die britische Militärregierung und der Nordwestdeutsche Rundfunk (NWDR), erneut einen Fernsehrundfunk in Deutschland aufzubauen. Die Bundespost entschied sich im April 1950 aus technischen und wirtschaftlichen Gründen für Richtfunkverbindungen im Bereich der Dezimeterwellen. Da diese Wellen sich geradlinig ausbreiten, musste zwischen den Funktürmen eine quasi-optische Sicht bestehen, die weder durch hohe Gebäude noch durch die Erdkrümmung selbst gestört werden durfte. Aus diesem Grund wurden als Relaisstellen entlang der Bundesstraße bzw. der Autobahn von Hamburg bis Köln im Abstand von 50–60 km Fernmeldetürme errichtet, auf denen die von Telefunken und Lorenz neu entwickelten FREDA-Richtfunkgeräte (Frequenzmodulierte Dezimeterwellen-Anlage) installiert wurden. Nördlich des Mellendorfer Turms befindet sich heute, als Ersatz für einen ebenfalls 1952 gebauten Turm, der Fernmeldeturm Wardböhmen; südwestlich steht der nächste Turm auf dem Jakobsberg bei Porta-Westfalica.
Innerhalb von nur 2,5 Jahren gelang es so, die Fernsehstudios und -sender zu verbinden. An Weihnachten 1952 konnte die Bundespost dem NWDR die gesamte 452 km lange Richtfunkstrecke Köln-Hamburg für Fernsehübertragungen zur Verfügung stellen. Am 26. Dezember 1952, einen Tag nach dem offiziellen Programmstart, schaltete das Deutsche Fernsehen zum ersten Mal ins Studio nach Hamburg zur Tagesschau. Um im Jahr 1954 die Übertragung der Fußballweltmeisterschaft aus der Schweiz als Eurovisionssendung ausstrahlen zu können, wurde die Verbindung in den folgenden zwei Jahren im Norden bis nach Dänemark und im Süden bis in die Schweiz weiter ausgebaut.

## Nutzung
Nach dem endgültigen Aus des analogen terrestrischen Fernsehens in Deutschland im Jahr 2009 wurden die letzten großen Parabolantennen abgebaut. Neben einem letzten Analogfunk der Feuerwehr wird das hohe Gebäude heute fast ausschließlich von Mobilfunkanbietern wie der Telekom, Vodafone und Telefonica als Basisstation für das Mobilfunknetz genutzt.